# Dendropsophus bifurcus
Dendropsophus bifurcus és una espècie de granota que viu a Bolívia, el Brasil, Colòmbia, Equador i el Perú.